# Endoufielle
Endoufielle (en occitano, Endofièla) es una comuna francesa situada en el departamento de Gers, en la región de Occitania.

## Demografía
| 402 | 348 | 310 | 312 | 397 | 446 | 506 |
| Para los censos de 1962 a 1999 la población legal corresponde a la población sin duplicidades (Fuente: INSEE [Consultar]) |     |     |     |     |     |     |